# جسی ویتن
 جسی ویتن (انگلیسی: Jesse Witten؛ زاده ۱۵ اکتبر ۱۹۸۲) یک تنیس‌باز اهل ایالات متحده آمریکا است.